# Gustav Badin
 (août 2020).
Si vous disposez d'ouvrages ou d'articles de référence ou si vous connaissez des sites web de qualité traitant du thème abordé ici, merci de compléter l'article en donnant les références utiles à sa vérifiabilité et en les liant à la section « Notes et références ».
Pour les articles homonymes, voir Badin.
Adolf Ludvig Gustav Fredrik Albert Badin (né Couchi, connu sous le nom de Badin ; 1747-1822) était un serviteur (Kammermohr) et mémorialiste suédois, à l'origine un esclave, serviteur de la première reine Louisa Ulrika de Suède et de la princesse Sophie-Albertine de Suède. Son nom d'origine était Couchi, mais il était communément connu sous le nom de Badin, ce qui signifie malfaiteur ou filou.

## Jeunesse
Badin est né soit en Afrique, soit dans l'île (à l'époque) danoise de Sainte-Croix ; il a lui-même dit que la seule chose dont il se souvenait de son passé était l'incendie de la hutte de ses parents, mais on ne sait pas si cela s'est produit en Afrique ou à Sainte-Croix. Il a été emmené en Europe, probablement sur un navire danois des Indes orientales, d'où il a été acheté par un capitaine danois, qui l'a donné à l'homme d'État Anders von Resier, qui, à son tour, l'a offert en cadeau à la reine de Suède Louisa Ulrika de Prusse, en 1757. La date de sa naissance n'est pas vraiment connue ; 1747 est une année traditionnelle, mais au sein de la cour et de l'ordre du Timmerman, l'année a été rapportée comme 1750, ce qui est considéré comme plus correct par les historiens modernes.

## Ascension sociale
La reine a décidé de lui faire faire une expérience d'éducation : elle s'intéressait à la science et avait fondé une académie des sciences, l'Académie royale suédoise des lettres, d'histoire et des antiquités où, entre autres sujets, l'origine de l'homme et de la civilisation était discutée, comme la nature des « sauvages », le noble sauvage et l'humain naturel, et avec Badin elle a vu l'occasion de tester les théories de Jean-Jacques Rousseau et Carl von Linné. Elle lui a enseigné le christianisme et lui a appris à lire et à écrire, mais après cela, il a été autorisé à vivre entièrement selon sa propre volonté et son jugement. Il a grandi en tant que camarade de jeu des enfants de la famille royale, qui ont été élevés de manière beaucoup plus restrictive que lui, et a été autorisé à leur parler de manière naturelle et même à les combattre et à les taquiner, ce qui était considéré comme scandaleux. Il connaissait tous les passages secrets des châteaux royaux et, comme on le disait, tous les secrets de ses murs. Des journaux intimes contemporains décrivent comment il est monté sur les chaises du roi et de la reine, a appelé tout le monde « vous » au lieu d'utiliser leurs titres, a parlé grossièrement à la noblesse et a ridiculisé la religion lorsqu'il a été interrogé sur la Bible par la comtesse Brahe, ce qui a fait rire tout le monde ; il était très spirituel et verbal.

## Âge adulte
Le 11 décembre 1768, il fut baptisé dans la chapelle du château de Drottningholm avec toute la famille royale, à l'exception du prince Charles, comme parrains et marraines.

## Contexte
Badin n'était pas le seul Africain amené en Suède au XVIIIe siècle : dans les églises de Stockholm, d'autres « morians » (qui était un nom pour les Noirs) ont été baptisés, comme Johannes en 1757, Adolf Ulrik en 1759 et Zamore (également fonctionnaire) en 1772, Vulcain dans la chapelle royale de Stockholm en 1776 et une femme, Daphné, à Småland en 1783. Le duc Charles acheta « la plus belle morienne que la Suède ait jamais vue », selon Gjörwell en 1771, et en 1802, un adolescent noir du duc, Figaro, était impliqué dans une affaire d'amour à la cour. Des convertis non noirs sont également enregistrés, comme Pluton de l'Inde en 1785 et les Amérindiens en présence de la noblesse et d'un grand rassemblement de personnes.

## Badin dans la littérature
Badin est un personnage du roman Morianen de Magnus Jacob Crusenstolpe en 1838, où il a été décrit comme le participant à tous les secrets et événements majeurs de la famille royale, de la révolution de 1772 à la déposition de 1809. Bien que cela ait été exagéré, c'était néanmoins une image plus ou moins vraie de lui.

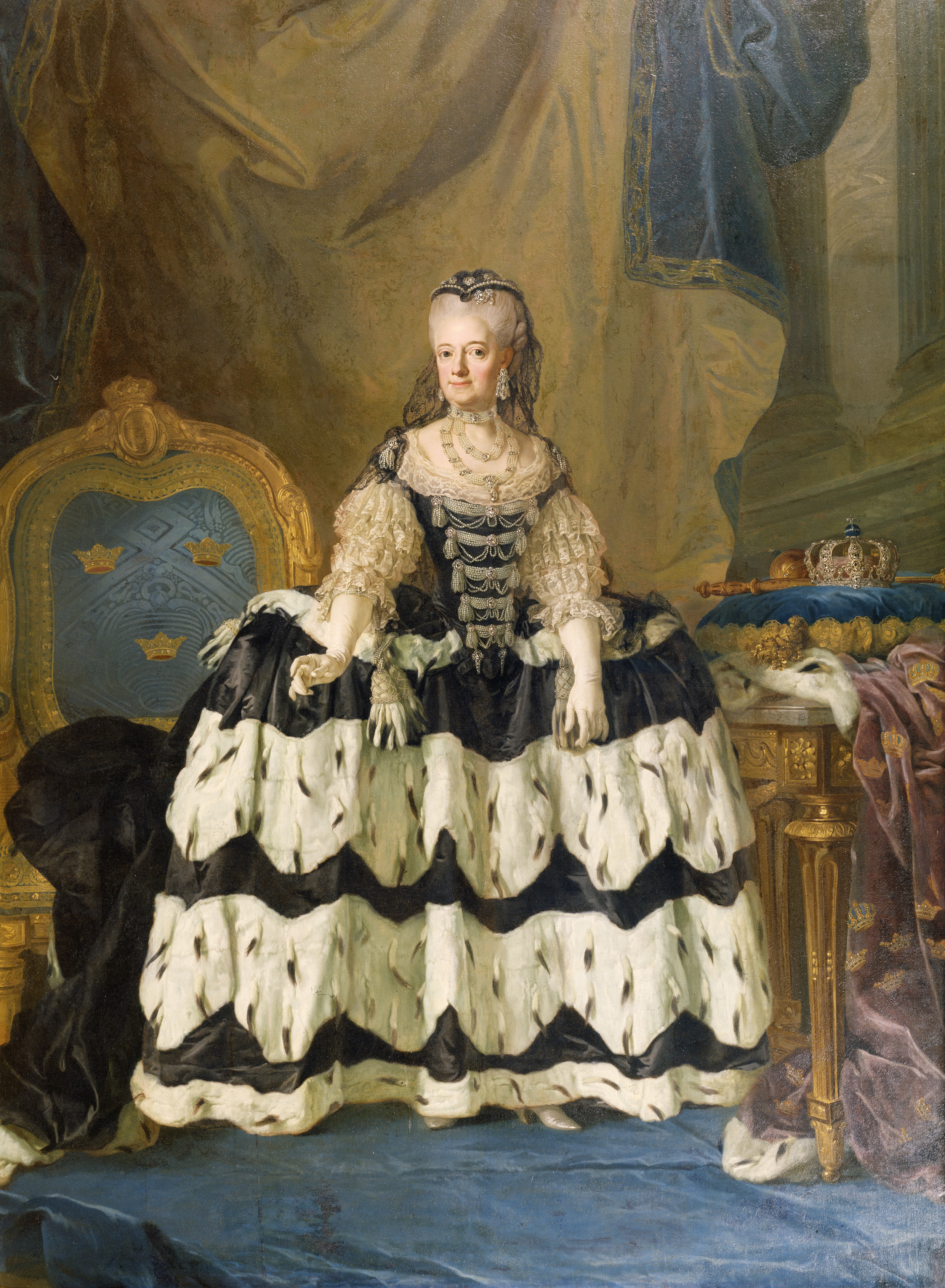
Louise-Ulrique de Prusse par Lorens Pasch le jeune.
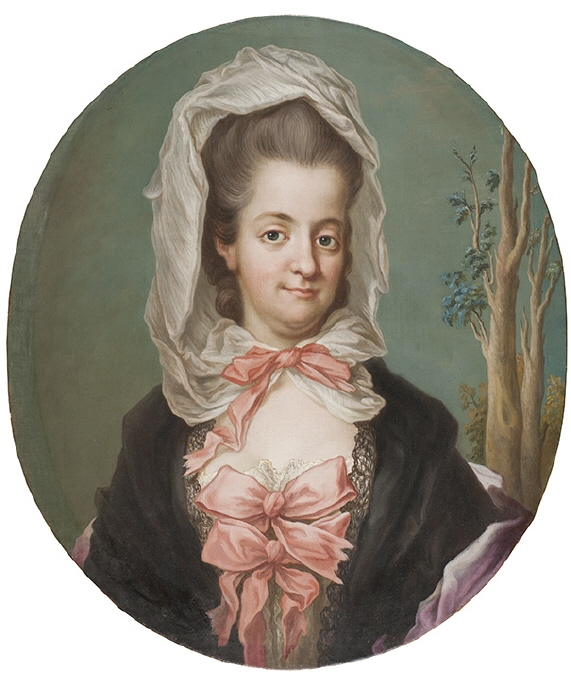
Sophie-Albertine de Suède.
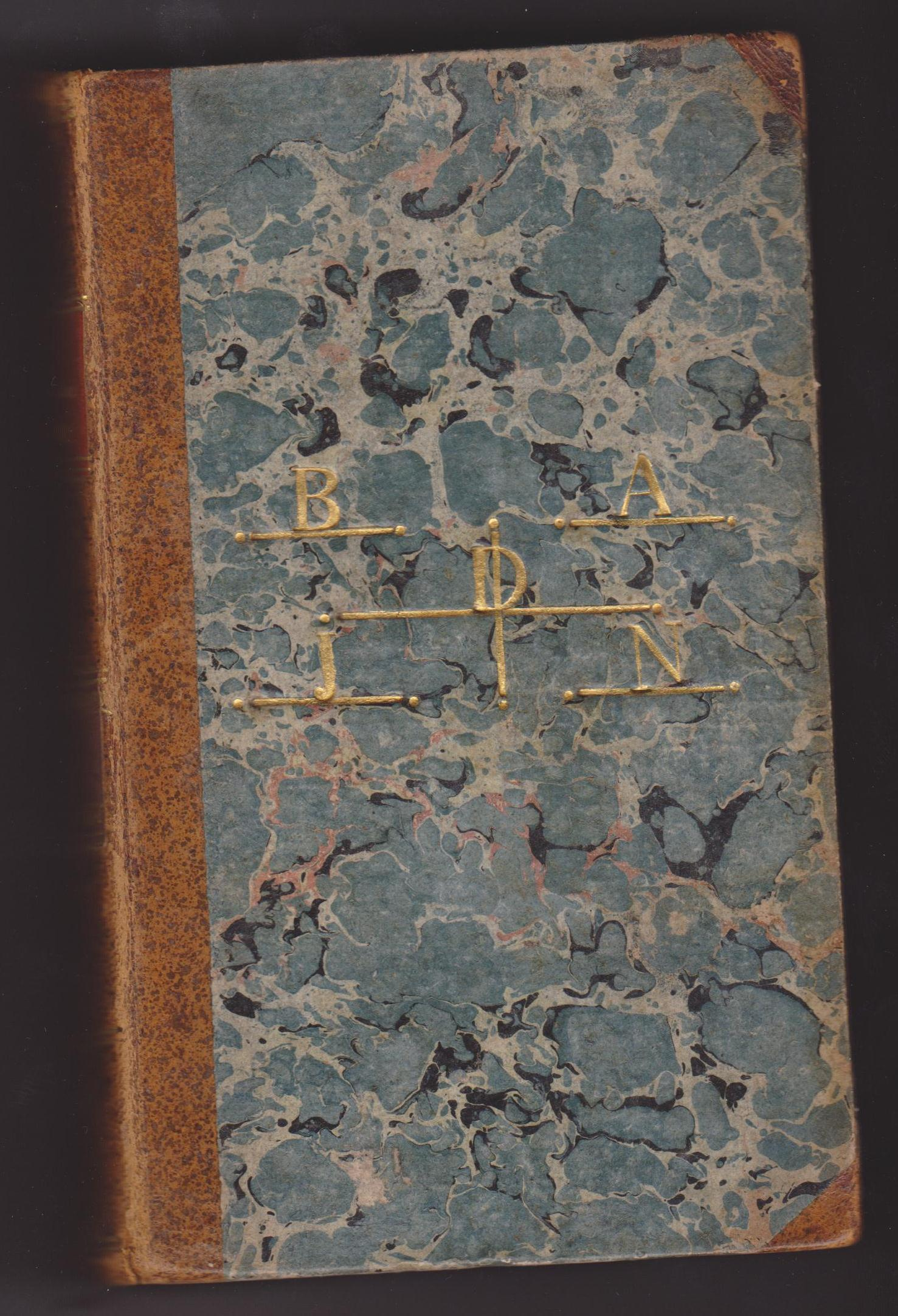
Un livre de la bibliothèque de Badin, avec son nom en lettres dorées sur la couverture.